# Naomi Klein
Naomi Klein (Montréal, 8 maggio 1970) è una giornalista, scrittrice e attivista canadese.
È l'autrice del bestseller internazionale No logo, saggio che tratta delle pratiche aziendali delle multinazionali nei paesi in via di sviluppo, considerato il manifesto del movimento no-global. Naomi Klein compare frequentemente negli elenchi globali e nazionali dei pensatori più influenti per le sue analisi politiche sui temi della globalizzazione e dell'ambiente.

## Biografia
Nasce in Canada da una famiglia di origini ebraiche. I genitori sono statunitensi, emigrati in Canada per evitare la chiamata alle armi durante la guerra del Vietnam.
Sua madre, la regista di documentari Bonnie Sherr Klein, è nota per il suo film contro la pornografia Not a Love Story. Suo padre, Michael Klein, è un medico, professore emerito della facoltà di Medicina dell'Università della British Columbia e membro di Physicians for Social Responsibility. Suo fratello, Seth Klein, è un autore ed ex direttore dell'ufficio della Columbia Britannica del Canadian Center for Policy Alternatives.
Prima della seconda guerra mondiale, i suoi nonni paterni erano comunisti, ma iniziarono ad opporsi all'Unione Sovietica dopo la firma del patto Molotov-Ribbentrop del 1939. Suo nonno fu licenziato dalla Disney, dove era impiegato come animatore, per aver partecipato allo sciopero del 1941 e iniziò a lavorare in un cantiere navale. Per il 1956, anno della critica allo stalinismo da parte di Nikita Sergeevič Chruščëv con il discorso Sul culto della personalità e le sue conseguenze, i nonni di Klein avevano abbandonato l'attivismo politico e il partito. Si trasferirono in una casa vicino a Camp Midvale, un ritiro vicino a Paterson fondato negli anni venti come luogo in cui i lavoratori di tutte le razze potevano riunirsi e vivere immersi nella natura.
Il padre della Klein crebbe in quel contesto, senza rinnegare le convinzioni dei suoi genitori, decise di tenersi lontano dal mondo dei partiti politici. Alla scuola di medicina protestò contro la guerra del Vietnam e si unì a Physicians for Social Responsibility. Si rifiutò di arruolarsi nell'esercito per non dover prestare servizio in Vietnam e nel 1967 sposò Bonnie Sherr Klein, al tempo incinta, e insieme emigrarono in Canada, a Montréal.
Da adolescente la Klein rifiutò lo stile di vita dei suoi genitori: trovava ripugnante il femminismo di sua madre ed era più interessata ai centri commerciali e allo shopping di prodotti di grandi marchi.

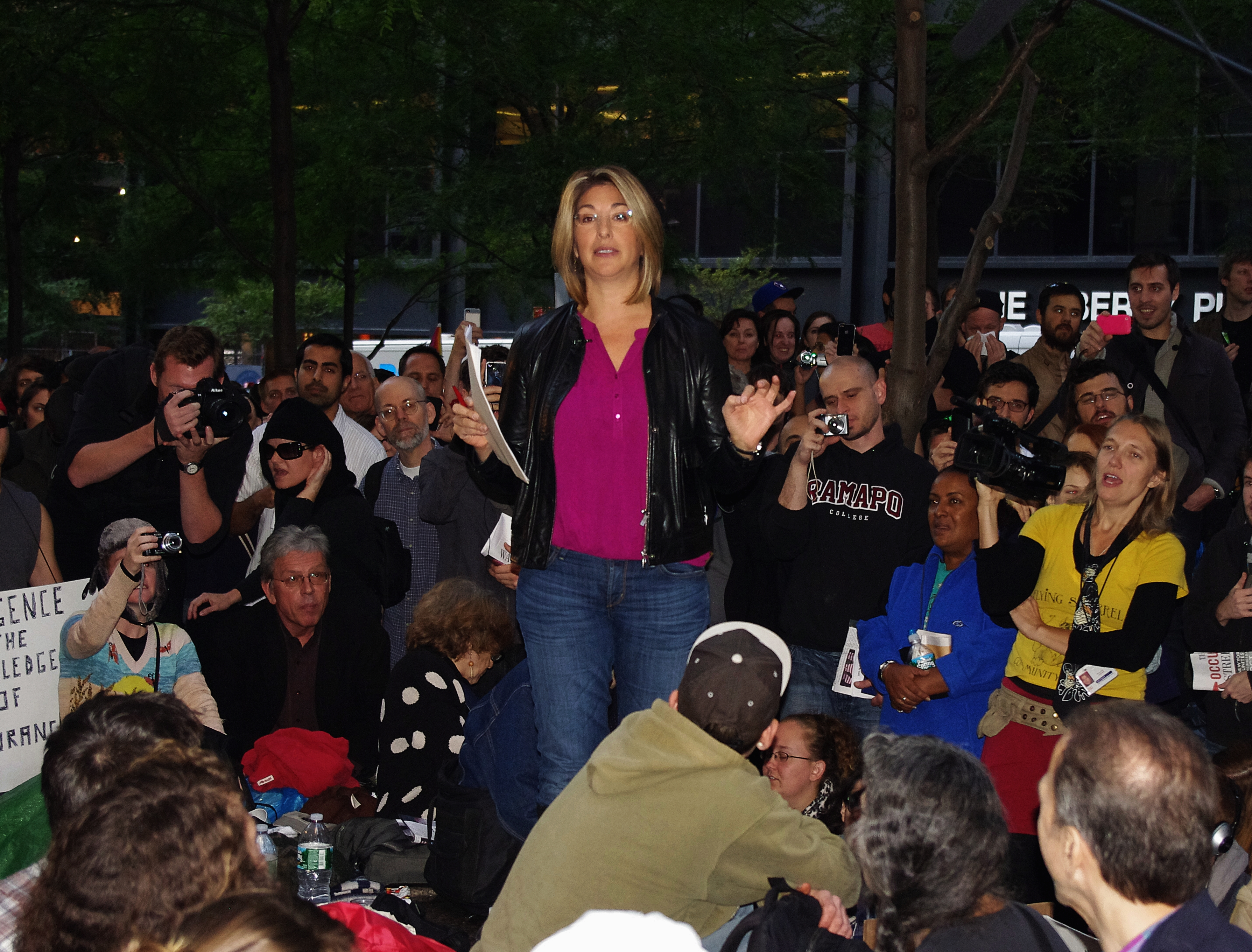
Naomi Klein durante la protesta Occupy Wall Street (2011)

Due eventi cruciali cambiarono radicalmente il suo modo di porsi nei confronti dei suoi genitori e della politica. Uno fu l'ictus che colpì e rese gravemente disabile sua madre, subito dopo il suo diploma. L'altro, l'anno successivo, fu il massacro all'École Polytechnique in cui persero la vita quattordici studentesse di ingegneria del Politecnico di Montréal; all'epoca Klein aveva appena iniziato a frequentare l'Università di Toronto.
La sua carriera di scrittrice iniziò con i contributi a The Varsity, un giornale universitario, di cui è stata redattore capo. Dopo il suo terzo anno all'Università di Toronto, abbandonò l'università per accettare un lavoro presso The Globe and Mail. All'età di 23 anni diventò direttore di redazione presso This Magazine. Nel 1996 concluse l'esperienza giornalistica perché scoraggiata per lo stato della sinistra e si reiscrisse all'Università di Toronto. Di lì a poco lasciò nuovamente il mondo accademico, prima di acquisire i crediti finali richiesti per completare la laurea, e iniziò a lavorare alla stesura del libro No Logo.
Nel 1997 ha sposato Avi Lewis, giornalista televisivo canadese e regista di documentari. Avi Lewis fa parte di una famiglia molto impegnata in politica. Suo nonno, David Lewis, era un architetto e leader del New Democratic Party federale, mentre suo padre, Stephen Lewis, era un leader del New Democratic Party dell'Ontario.
La coppia ha un figlio, Toma, nato nel giugno 2012.

## Opere
- No logo. Economia globale e nuova contestazione (No Logo: Taking Aim at the Brand Bullies, 1999) , Milano, Baldini & Castoldi, 2001. ISBN 88-8490-007-7; 2002. ISBN 88-8490-254-1; Milano, BUR Rizzoli, 2010. ISBN 978-88-17-04390-8
- Recinti e finestre (Fences and Windows: Dispatches from the Front Lines of the Globalization Debate, 2002), Milano, Baldini & Castoldi, 2003. ISBN 88-8490-298-3
- Shock economy. L'ascesa del capitalismo dei disastri (The Shock Doctrine: The Rise of Disaster Capitalism, 2007), Milano, Rizzoli, 2007. ISBN 978-88-17-01718-3
- Una rivoluzione ci salverà. Perché il capitalismo non è sostenibile (This Changes Everything: Capitalism vs. the Climate, 2014), Milano, Rizzoli, 2015. ISBN 978-88-17-07927-3
- Shock politics. L'incubo Trump e il futuro della democrazia (No Is Not Enough: Resisting Trump's Shock Politics and Winning the World We Need, 2017), Milano, Feltrinelli, 2017. ISBN 8807173263.
- The Battle for Paradise: Puerto Rico Takes on the Disaster Capitalists, 2018, Haymarket Books. ISBN 978-1608463572.
- Il mondo in fiamme. Contro il capitalismo per salvare il clima (On Fire: The (Burning) Case for a Green New Deal, 2019), Feltrinelli, 2019. ISBN 978-8807173653
- Capitale contro clima, Castelvecchi, 2020
- How to change everything : the young human's guide to protecting the planet and each other, 2021, Penguin Books. ISBN 978-0241530023.
- Doppio. Il mio viaggio nel mondo specchio (Doppelganger: A Trip Into the Mirror World, 2023), La nave di Teseo, 2023

## Filmografia
- The Take, Fandango Libri, 2007